# Kuchary (rejon szczuczyński)
Kuchary (biał. Кухары, ros. Кухари, Kuchari) – wieś na Białorusi, w obwodzie grodzieńskim, w rejonie szczuczyńskim, w sielsowiecie Dziembrów.

## Geografia
Miejscowość leży na północ od rzeczki Spuszanka, na wschód od pobliskiej miejscowości Borysówka.

## Historia
Pod zaborem rosyjskim Kuchary, leżące nad rzeczką Spuszą, znajdowały się w  powiecie (ujeździe) lidzkim guberni wileńskiej. W 1866 r. liczyły 8 domów i 103 mieszkańców.
Według Powszechnego Spisu Ludności z 1921 roku we wsi było 16 domów zamieszkanych przez 77 osób (36 mężczyzn, 41 kobiet). Jako rzymscy katolicy deklarowało się 12 osób, a jako prawosławni – 65, jako Polacy – 29, a jako Białorusini – 48.
W dwudziestoleciu międzywojennym wieś Kuchary leżała kolejno w gminach Lack (do 1920), Dziembrów (do 1929) i Szczuczyn, początkowo w powiecie lidzkim, a następnie w powiecie szczuczyńskim województwa nowogródzkiego II RP.
W 1976 r. Kuchary należące do sielsowietu Lack włączono do sielsowietu Dziembrów.